# Азиатская кошачья акула
Азиатская кошачья акула, или индийская кошачья акула (лат. Chiloscyllium indicum) — вид акул род азиатских кошачьих акул одноимённого семейства отряда воббегонгообразных. Эти акулы обитают в Индийском и Тихом океане на глубине до 20 м. Максимальный зарегистрированный размер 65 см. У этих акул удлинённое тело светло-коричневого цвета, покрытое многочисленными пятнышками. Рацион состоит из беспозвоночных. Они размножаются, откладывая яйца. Представляют незначительный интерес для коммерческого рыбного промысла.

## Таксономия
Впервые вид был научно описан в 1789 году. Голотип представляет собой самку длиной 27,4 см (сохранилась только высушенная кожа).

## Ареал
Азиатские кошачьи акулы обитают в Индийском и Тихом океане у берегов Индии, Шри-Ланки, Сингапура, Таиланда, Малайзии, Индонезии, Вьетнама, Тайваня, КНР, Кореи, Японии, Филиппин, Соломоновых островов, а также, возможно, в Аравийском море.
Эти акулы предпочитают держаться на мелководье не глубже 12 м. Возможно, у берегов Малайзии они заходят в пресноводные эстуарии рек.

## Описание
У азиатских кошачьих акул тонкое цилиндрическое тело с латеральными и дорсальными выступами, расположенными перед и позади первого спинного плавника. Голова лишена латеральных складок кожи. Рыло закруглённое. Глаза расположены дорсолатерально. Вокруг глаз имеются слегка приподнятые гребни. Подвижное верхнее веко и окологлазничные впадины отсутствуют. Глаза довольно крупные, их длина составляет 1,4—1,9 % длины тела. Позади глаз имеются крупные брызгальца. Жаберные щели маленькие, пятая и четвёртая жаберные щели расположены близко друг к другу. Ноздри обрамлены усиками. Внешний край назальных выходных отверстий окружён складками и бороздками. Маленький почти поперечный рот расположен перед глазам. Нижние и верхние зубы не имеют чётких различий, оснащены центральным остриём и несколькими латеральными зубчиками.
Расстояние от кончика рыла до грудных плавников равно 15,2—18 % длины тела. Грудные и брюшные плавники маленькие и закруглённые. Спинные плавники примерно одинакового размера. Шипы у их основания отсутствуют. Расстояние между их основаниями сравнительно велико, в 2 раза превышает длину основания первого спинного плавника и равно 10—12 % длины тела. Основание первого спинного плавника расположено позади основания брюшных плавников и немного длиннее основания второго спинного плавника. Высота первого и второго спинных плавников равна 3,9—5,4 % и 3,9—5,1 % длины тела соответственно. Основание длинного, невысокого и килеобразного анального плавника расположено позади основания второго спинного плавника. Длина основания анального плавника в 6 раз превышает его высоту. Расстояние от кончика рыла до анального отверстия составляет 32,4—35,1 % длины тела. Дистанция между анальным отверстием и кончиком хвостового плавника равна 62,3—67 % длины тела. Хвостовой плавник асимметричный, верхняя лопасть не возвышается над апексом туловища, у её края имеется вентральная выемка. Нижняя лопасть неразвита. Латеральные кили и прекаудальная ямка на хвостовом стебле отсутствуют. Общее число позвонков 166—170. Количество витков кишечного клапана колеблется от 14 до 15. Окраска светло-коричневого цвета с многочисленными коричневыми и чёрными пятнышками, у молодых акул имеются седловидные отметины. Максимальный зарегистрированный размер 65 см.

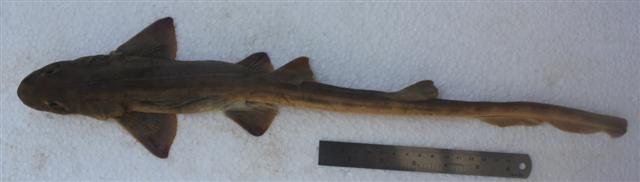
Азиатская кошачья акула (вид сверху)

## Биология
Азиатские кошачьи акулы размножаются, откладывая яйца. Рацион состоит из беспозвоночных. Самцы и самки достигают половой зрелости при длине 39—42 и 43 см. Самая маленькая живая особь имела в длину 13 см.

## Взаимодействие с человеком
Азиатские кошачьи акулы представляют незначительный интерес для коммерческого рыбного промысла. Их добывают в водах Таиланда, Шри-Ланки и Индии. Мясо употребляют в пищу. Вид чувствителен к перелову и страдает от ухудшения условий среды обитания (разрушение коралловых рифов). Международный союз охраны природы присвоил этому виду статус сохранности «Близкий к уязвимому положению».